# Aechmea lilacinantha
Espèce
Classification phylogénétique
Aechmea lilacinantha est une espèce de plantes de la famille des Bromeliaceae, endémique du Brésil et décrite en 2009.

## Distribution
L'espèce est endémique de l'État de Rio de Janeiro au Brésil.

## Description
L'espèce est épiphyte.